# Velo del paladar
El velo del paladar consiste en un tejido blando, situado en la parte más posterior del paladar, que termina en un pliegue denominado úvula o, comúnmente, campanilla. En la pronunciación de las consonantes velares, la lengua se aproxima a este o lo toca.
Los músculos que conforman el velo del paladar son: músculo periestafilino interno (también llamado músculo elevador del velo del paladar o petrosalpingoestafilino), periestafilino externo (o músculo tensor del velo del paladar), músculos ácigos de la úvula (palatopalatino, palatoestafilino), músculo faringoestafilino y músculo glosoestafilino.